# ㅄ
Cette page contient des caractères spéciaux ou non latins. S’ils s’affichent mal (▯, ?, etc.), consultez la page d’aide Unicode.
ㅄ est un jamo du hangeul, l'alphabet utilisé pour transcrire le coréen.

## Description
Nommé 비읍 시옷 (bieup siot en romanisation révisée, piŭp siot en McCune-Reischauer), il est formé du groupement des jamos ㅂ et ㅅ.

## Phonétique
Le premier jamo constituant le groupe ㅄ, ㅂ, est toujours prononcé. En revanche, lorsque ㅄ est suivi par une autre consonne, ou par aucun son, le deuxième élément du groupe, « ㅅ », n'est pas prononcé. Il l'est en revanche s'il est suivi par une voyelle.
Par exemple :
- 값 seul est prononcé comme 갑, « kap » ;
- 값 + 과 est prononcé comme 갑꽈, « kapkwa » ;
- 값이 est prononcé comme 갑씨, « kapsi » ;
- 없다 est prononcé comme 업따, « opta » ;
- 없 + 어 est prononcé comme 업써, « opso ».

## Représentation informatique
- Représentations Unicode :

| Bloc                            | Bloc                            | Jamo | Code   | Nom                                 |
| ------------------------------- | ------------------------------- | ---- | ------ | ----------------------------------- |
| Jamos hangeul                   | Consonne initiale               | ᄡ   | U+1121 | HANGÛL TCH'ÔSONG PIÛP-SIÔS          |
| Jamos hangeul                   | Consonne finale                 | ᆹ     | U+11B9 | HANGÛL DJÔNGSONG PIÛP-SIÔS          |
| Jamos de compatibilité          | Jamos de compatibilité          | ㅄ   | U+3144 | LETTRE HANGÛL PIÛP-SIÔS             |
| Formes de demi et pleine chasse | Formes de demi et pleine chasse | ﾴ    | U+FFB4 | LETTRE HANGÛL PIÛP-SIÔS DEMI-CHASSE |